# 浅川一家
浅川一家は、福岡県内に本部を置いて20世紀から21世紀の初頭期にかけて活動した暴力団。指定暴力団山口組の二次団体であったが、2008年10月に解散した。
| 代 | 会長     | 期間      |
| -- | -------- | --------- |
| 初 | 浅川一實 | 創立—1997 |
| 二 | 浅川睦男 | 1997—2008 |

## 来歴
浅川一實を総長に据えた初代体制下の昭和30年代(1955〜1964)に山口組系初代山健組に加入。のち山健組の二代目体制下で有力団体として活動し、四代目体制下の山口組で直系組織(二次団体)へ昇格。やがて1997年における浅川一實の引退に伴い、初代体制下の若頭であった浅川睦男が跡目を継承した。

### 消滅
2000年代の後半頃に後藤組の処分問題が発生すると、神戸の井奥会、熊本の三代目大門会、福島の六代目奥州会津角定一家、大阪の二代目一心会、大阪の浅川会、大阪の太田興業とともにこれに連座。首領の浅川睦男が山口組から除籍処分を受け、2008年をもって解散。名跡の継承はなく、その地盤は一道会に引き継がれた。

## 歴代

### 初代：浅川一實
1928年1月18日生。『浅川一実』とも。
大阪浅川会の浅川桂次会長の実の兄弟で、昭和30年代(1955〜1964)に組織を山口組系初代山健組へと加入させ、初代山健組の九州地区の要役として活動。二代目山健組では舎弟頭に就任し、四代目体制下の山口組で直参に昇格。1997年の10月をもって病気を理由に引退。組織の跡目を実弟の浅川睦男に譲った。

### 二代目：浅川睦男
1945年3月2日生。浅川一實の実弟であり、その浅川一實の片腕として初代体制下でおおよそ15年間にわたって若頭の役を務め、1997年の10月における初代の引退に伴い組織の跡目を継承。山口組の直参に昇格し、翌1998の4月に渡辺五代目から親子盃を受けた。大阪浅川会会長の浅川桂次も実の兄弟。三兄弟ともが直参というのは山口組の歴史のうえでも稀な例であった。そして浅川桂次も六代目山口組の直参であったことから、山口組に唯一の『兄弟直参』として知られてもいたが、後藤組の処分問題に絡み、その浅川桂次とともに2008年をもって山口組を除籍処分となった。